# Tirrena-Adriàtica 2011
La Tirrena–Adriàtica 2011 és la 46a edició de la Tirrena-Adriàtica i es disputà entre el 9 i el 15 de març, sent la tercera prova de l'UCI World Tour 2011.
La cursa fou guanyada per l'australià Cadel Evans (BMC Racing Team), que es vestí de líder en la cinquena etapa i consolidà el lideratge en vèncer en la sisena. Evans guanyà amb 11' de diferència respecte al neerlandès robert Gesink (Rabobank ProTeam). Michele Scarponi, vencedor de la quarta etapa, completà el podi, a 15" d'Evans.
Gesink guanyà la classificació dels joves, Scarponi la dels punts, Davide Malacarne (QuickStep Cycling Team) la de la muntanya i el Liquigas-Cannondale la dels equips.

## Equips
20 equips prenen part en la Tirrena-Adriàtica, 18 ProTour i 2 equips continentals professionals: Acqua & Sapone i Farnese Vini-Neri Sottoli
| Núm.  | Codi | Equip                     |
| ----- | ---- | ------------------------- |
| 1-8   | ASA  | Acqua & Sapone            |
| 11-18 | ALM  | AG2R La Mondiale          |
| 21-28 | BMC  | BMC Racing Team           |
| 31-38 | EUS  | Euskaltel–Euskadi         |
| 41-48 | FAR  | Farnese Vini-Neri Sottoli |
| 51-58 | THR  | Team HTC-High Road        |
| 61-68 | KAT  | Team Katusha              |
| 71-78 | LAM  | Lampre-ISD                |
| 81-88 | LIQ  | Liquigas-Cannondale       |
| 91-98 | MOV  | Movistar Team             |

| Núm.    | Codi | Equip                  |
| ------- | ---- | ---------------------- |
| 101-108 | OLO  | Omega Pharma-Lotto     |
| 111-118 | AST  | Astana Qazaqstan Team  |
| 121-128 | QST  | QuickStep Cycling Team |
| 131-138 | RAB  | Rabobank ProTeam       |
| 141-148 | SBS  | Saxo Bank-Sungard      |
| 151-158 | SKY  | Team Sky               |
| 161-168 | GRM  | Garmin-Cervélo         |
| 171-178 | LEO  | Team Leopard-Trek      |
| 181-188 | RSH  | Team RadioShack        |
| 191-198 | VCD  | Vacansoleil-DCM        |

## Etapes
| Etapes   | Data       | Recorregut                                                | Km   | Vencedor d'etapa  | Líder de la general |
| -------- | ---------- | --------------------------------------------------------- | ---- | ----------------- | ------------------- |
| 1a etapa | 9 de març  | Marina di Carrara - Marina di Carrara (CRE)               | 16,8 | Rabobank ProTeam  | Lars Boom           |
| 2a etapa | 10 de març | Carrara - Indicatore                                      | 202  | Tyler Farrar      | Tyler Farrar        |
| 3a etapa | 11 de març | Terranuova Bracciolini - Perusa                           | 189  | Juan José Haedo   | Tyler Farrar        |
| 4a etapa | 12 de març | Narni - Chieti                                            | 240  | Michele Scarponi  | Robert Gesink       |
| 5a etapa | 13 de març | Chieti - Castelraimondo                                   | 240  | Philippe Gilbert  | Cadel Evans         |
| 6a etapa | 14 de març | Ussita - Macerata                                         | 178  | Cadel Evans       | Cadel Evans         |
| 7a etapa | 15 de març | San Benedetto del Tronto - San Benedetto del Tronto (CRI) | 9,3  | Fabian Cancellara | Cadel Evans         |

### Etapa 1
La primera etapa és una contrarellotge per equips, totalment plana, de 16,8 km pel barri mariner de Carrara. El Rabobank ProTeam fou el vencedor, amb 9" sobre el Garmin-Cervélo, i Lars Boom el primer líder de la cursa.
|   | Equip               | País          | Temps   |
| - | ------------------- | ------------- | ------- |
| 1 | Rabobank ProTeam    | Països Baixos | 18' 08" |
| 2 | Garmin-Cervélo      | Estats Units  | + 9"    |
| 3 | Team HTC-High Road  | Estats Units  | + 10"   |
| 4 | Saxo Bank-Sungard   | Dinamarca     | + 11"   |
| 5 | Liquigas-Cannondale | Itàlia        | + 22"   |

|   | Ciclista            | Equip            | Temps   |
| - | ------------------- | ---------------- | ------- |
| 1 | Lars Boom           | Rabobank ProTeam | 18' 08" |
| 2 | Sebastian Langeveld | Rabobank ProTeam | m. t.   |
| 3 | Robert Gesink       | Rabobank ProTeam | m. t.   |
| 4 | Bram Tankink        | Rabobank ProTeam | m. t.   |
| 5 | Óscar Freire        | Rabobank ProTeam | m. t.   |

### Etapa 2
Etapa bàsicament plana, amb dues petites dificultats muntanyoses a la meitat d'etapa. La darrera d'aquestes ascensions es troba a 54 km de l'arribada. L'etapa té dos esprints intermedis.
|   | Ciclista            | Equip              | Temps      |
| - | ------------------- | ------------------ | ---------- |
| 1 | Tyler Farrar        | Garmin-Cervélo     | 4h 56' 06" |
| 2 | Alessandro Petacchi | Lampre-ISD         | m.t        |
| 3 | Juan José Haedo     | Saxo Bank-Sungard  | m.t        |
| 4 | Mark Renshaw        | Team HTC-High Road | m.t        |
| 5 | Marcel Sieberg      | Omega Pharma-Lotto | m.t        |

|   | Ciclista            | Equip            | Temps      |
| - | ------------------- | ---------------- | ---------- |
| 1 | Tyler Farrar        | Garmin-Cervélo   | 5h 14' 13" |
| 2 | Tom Leezer          | Rabobank ProTeam | + 1"       |
| 3 | Lars Boom           | Rabobank ProTeam | + 1"       |
| 4 | Sebastian Langeveld | Rabobank ProTeam | + 1"       |
| 5 | Óscar Freire        | Rabobank ProTeam | + 1"       |

### Etapa 3
Nova etapa bàsicament plana, amb una única ascensió a manca de 25 km per a l'arribada. L'etapa té dos esprints intermedis.
|   | Ciclista            | Equip               | Temps      |
| - | ------------------- | ------------------- | ---------- |
| 1 | Juan José Haedo     | Saxo Bank-Sungard   | 4h 39' 45" |
| 2 | Tyler Farrar        | Garmin-Cervélo      | m.t        |
| 3 | Daniel Oss          | Liquigas-Cannondale | m.t        |
| 4 | Alessandro Petacchi | Lampre-ISD          | m.t        |
| 5 | Mark Renshaw        | Team HTC-High Road  | m.t        |

|   | Ciclista        | Equip             | Temps      |
| - | --------------- | ----------------- | ---------- |
| 1 | Tyler Farrar    | Garmin-Cervélo    | 9h 53' 51" |
| 2 | Juan José Haedo | Saxo Bank-Sungard | + 5"       |
| 3 | Lars Boom       | Rabobank ProTeam  | + 6"       |
| 4 | Óscar Freire    | Rabobank ProTeam  | + 8"       |
| 5 | Tom Leezer      | Rabobank ProTeam  | + 8"       |

### Etapa 4
En el primer terç de la cursa els ciclistes hauran de superar un coll de 15 km de llargada. Tot seguit l'etapa es suavitza per tornar-se a complicar en el darrer tram, amb dues cotes, la darrera d'elles a sols 1 km per a l'arribada i amb rampes superiors al 10%. L'etapa té dos esprints intermedis.
|   | Ciclista         | Equip               | Temps      |
| - | ---------------- | ------------------- | ---------- |
| 1 | Michele Scarponi | Lampre-ISD          | 6h 10' 57" |
| 2 | Damiano Cunego   | Lampre-ISD          | m. t.      |
| 3 | Cadel Evans      | BMC Racing Team     | m. t.      |
| 4 | Ivan Basso       | Liquigas-Cannondale | + 2"       |
| 5 | Danilo Di Luca   | Team Katusha        | + 6"       |

|   | Ciclista         | Equip               | Temps       |
| - | ---------------- | ------------------- | ----------- |
| 1 | Robert Gesink    | Rabobank ProTeam    | 16h 05' 10" |
| 2 | Cadel Evans      | BMC Racing Team     | + 10"       |
| 3 | Ivan Basso       | Liquigas-Cannondale | + 12"       |
| 4 | Michele Scarponi | Lampre-ISD          | + 15"       |
| 5 | Damiano Cunego   | Lampre-ISD          | + 19"       |

### Etapa 5
Nova etapa llarguíssima, amb un inici suau per complicar-se a partir de la mitja etapa, amb l'ascensió a tres dificultats muntanyoses. La primera d'elles és un llarg coll de 15 km, mentre que la darrera es troba a sols 6 km per a l'arribada, i com en l'etapa del dia anterior també té rampes superiors al 10%. L'etapa té dos esprints intermedis.
|   | Ciclista         | Equip              | Temps      |
| - | ---------------- | ------------------ | ---------- |
| 1 | Philippe Gilbert | Omega Pharma-Lotto | 6h 43' 23" |
| 2 | Wout Poels       | Vacansoleil-DCM    | m. t.      |
| 3 | Damiano Cunego   | Lampre-ISD         | m. t.      |
| 4 | Danilo Di Luca   | Team Katusha       | m. t.      |
| 5 | Andrey Amador    | Movistar Team      | m. t.      |

|   | Ciclista         | Equip               | Temps       |
| - | ---------------- | ------------------- | ----------- |
| 1 | Cadel Evans      | BMC Racing Team     | 22h 48' 45" |
| 2 | Ivan Basso       | Liquigas-Cannondale | + 2"        |
| 3 | Damiano Cunego   | Lampre-ISD          | + 3"        |
| 4 | Michele Scarponi | Lampre-ISD          | + 5"        |
| 5 | Robert Gesink    | Rabobank ProTeam    | m. t.       |

### Etapa 6
Etapa trencacames, amb nombroses pujades, però sols tres d'elles són puntuables. La part final es disputa en un circuit de 19,2 km pels voltants de Macerata al qual han de donar tres voltes. Aquest circuit té un port de muntanya en el qual es troba la meta. L'etapa té dos esprints intermedis.
|   | Ciclista          | Equip                     | Temps      |
| - | ----------------- | ------------------------- | ---------- |
| 1 | Cadel Evans       | BMC Racing Team           | 4h 37' 58" |
| 2 | Giovanni Visconti | Farnese Vini-Neri Sottoli | m. t.      |
| 3 | Michele Scarponi  | Lampre-ISD                | m. t.      |
| 4 | Vincenzo Nibali   | Liquigas-Cannondale       | m. t.      |
| 5 | Ivan Basso        | Liquigas-Cannondale       | m. t.      |

|   | Ciclista         | Equip               | Temps       |
| - | ---------------- | ------------------- | ----------- |
| 1 | Cadel Evans      | BMC Racing Team     | 27h 26' 33" |
| 2 | Michele Scarponi | Lampre-ISD          | + 9"        |
| 3 | Ivan Basso       | Liquigas-Cannondale | + 12"       |
| 4 | Robert Gesink    | Rabobank ProTeam    | + 15"       |
| 5 | Vincenzo Nibali  | Liquigas-Cannondale | + 21"       |

### Etapa 7
Contrarellotge individual, totalment plana, pel passeig marítim de San Benedetto del Tronto.
|   | Ciclista          | Equip              | Temps   |
| - | ----------------- | ------------------ | ------- |
| 1 | Fabian Cancellara | Team Leopard-Trek  | 10' 33" |
| 2 | Lars Boom         | Rabobank ProTeam   | + 9"    |
| 3 | Adriano Malori    | Lampre-ISD         | + 19"   |
| 4 | Rick Flens        | Rabobank ProTeam   | + 20"   |
| 5 | Bert Grabsch      | Team HTC-High Road | + 22"   |

|   | Ciclista         | Equip               | Temps       |
| - | ---------------- | ------------------- | ----------- |
| 1 | Cadel Evans      | BMC Racing Team     | 27h 37' 37" |
| 2 | Robert Gesink    | Rabobank ProTeam    | + 11"       |
| 3 | Michele Scarponi | Lampre-ISD          | + 15"       |
| 4 | Ivan Basso       | Liquigas-Cannondale | + 24"       |
| 5 | Vincenzo Nibali  | Liquigas-Cannondale | + 30"       |

## Classificacions finals

### Classificació general
|    | Ciclista         | Equip               | Temps       |
| -- | ---------------- | ------------------- | ----------- |
| 1  | Cadel Evans      | BMC Racing Team     | 27h 37' 37" |
| 2  | Robert Gesink    | Rabobank ProTeam    | + 11"       |
| 3  | Michele Scarponi | Lampre-ISD          | + 15"       |
| 4  | Ivan Basso       | Liquigas-Cannondale | + 24"       |
| 5  | Vincenzo Nibali  | Liquigas-Cannondale | + 30"       |
| 6  | Marco Pinotti    | Team HTC-High Road  | + 39"       |
| 7  | Tiago Machado    | Team RadioShack     | + 42"       |
| 8  | Damiano Cunego   | Lampre-ISD          | + 50"       |
| 9  | Philippe Gilbert | Omega Pharma-Lotto  | + 57"       |
| 10 | Thomas Lövkvist  | Team Sky            | + 58"       |

|   | Ciclista         | Equip           | Punts |
| - | ---------------- | --------------- | ----- |
| 1 | Michele Scarponi | Lampre-ISD      | 26    |
| 2 | Tyler Farrar     | Garmin-Cervélo  | 26    |
| 3 | Cadel Evans      | BMC Racing Team | 20    |

|   | Ciclista         | Equip                  | Punts |
| - | ---------------- | ---------------------- | ----- |
| 1 | Davide Malacarne | QuickStep Cycling Team | 16    |
| 2 | Javier Aramendia | Euskaltel–Euskadi      | 11    |
| 3 | Gorazd Stangelj  | Astana Qazaqstan Team  | 11    |

|   | Ciclista      | Equip                 | Temps       |
| - | ------------- | --------------------- | ----------- |
| 1 | Robert Gesink | Rabobank ProTeam      | 27h 37' 48" |
| 2 | Simon Clarke  | Astana Qazaqstan Team | + 1' 45"    |
| 3 | Wouter Poels  | Vacansoleil-DCM       | + 1' 52"    |

|   | Equip               | País         | Temps       |
| - | ------------------- | ------------ | ----------- |
| 1 | Liquigas-Cannondale | Itàlia       | 86h 18' 57" |
| 2 | Team HTC-High Road  | Estats Units | + 1' 21"    |
| 3 | Euskaltel–Euskadi   | Espanya      | + 4' 01"    |